# Liste der Staatsoberhäupter 1643
Übersicht
◄◄ | ◄ | 1639 | 1640 | 1641 | 1642 | Liste der Staatsoberhäupter 1643 | 1644 | 1645 | 1646 | 1647 | ► | ►►

Weitere Ereignisse

## Afrika
- Äthiopien
  - Kaiser (Negus Negest): Fasilides (1632–1667)

- Bamum (im heutigen Kamerun)
  - König: Ngouloure (1629–1672)

- Bornu (im heutigen Niger) Sefuwa-Dynastie
  - König/Mai: Ali II. (1639–1677)

- Dahomey
  - König: Dakodonu (1620–1645)

- Jolof (im heutigen Senegal)
  - Buur-ba Jolof: Birayma Penda (1605–1649)

- Kano
  - König: Kutumbi (1623–1648)

- Kongo
  - Mani-Kongo: Garcia II. (1642–1661)

- Marokko
  - Saadier
    - Sultan: Muhammad V. al-Aschgar (1636–1654)

  - Alawiden
  - Sultan: Moulay Muhammad asch-Scharif (1635–1664)

- Munhumutapa-Reich
  - Herrscher: Mavura Mhande Felipe (1629–1652)

- Ruanda
  - König: Mutara I. (1624–1648)

- Sultanat von Sannar (im heutigen Sudan)
  - Sultan: Rabat I. (1616/17–1644/45)

## Amerika
- Brasilien
  - Generalgouverneur: Antônio Teles da Silva (1642–1647)

- Vizekönigreich Neuspanien
  - Vizekönig: García Sarmiento de Sotomayor (1642–1648) (1648–1655 Vizekönig von Peru)

- Vizekönigreich Peru
  - Vizekönig: Pedro Álvarez de Toledo y Leiva (1639–1648)

## Asien
- Birma
  - Arakan
    - König: Narapati (1638–1645)

  - Taungu
    - König: Thalun (1629–1648)

- Brunei
  - Sultan: Abdul Jailul Akhbar (1619–1649)

- China (Ming-Dynastie)
  - Kaiser: Chongzhen (1627–1644)

- Georgien
  - Imeretien
    - König: Alexander III. (1639–1660)

  - Kachetien
    - König: Teimuras I. (1605–1614, 1615–1616, 1623–1633, 1636–1648)

  - Kartlien
    - König: Rostom (1634–1658)

  - Mingrelien
    - Fürst: Levan II. Dadiani (1611–1657)

- Indien
  - Ahom (Assam)
    - König: Suramphaa (1641–1644)

  - Dekkan-Sultanate (in Zentralindien)
    - Bijapur
      - Sultan: Mohammed Adil Shah (1627–1656)

    - Golkonda (Qutub-Schahi-Dynastie)
      - Sultan: Abdullah Qutb Shah (1626–1672)

  - Madurai
    - Nayak: Thirumalai Nayak (1623–1659)

  - Mogulreich
    - Großmogul: Shah Jahan (1627–1657)

  - Mysore
    - Maharaja: Narasaraja Wodeyar I. (1638–1659)

  - Portugiesisch-Indien
    - Vizekönig: João da Silva Telo e Meneses (1640–1644, 1651)

  - Vijayanagar (Südindien)
    - König: Sriranga III. (1642–1646)

- Indonesien
  - Aceh
    - Sultan: Safiyat ud-Din Taj al-Alam bint Iskandar Muda (1641–1675)

  - Johor
    - Sultan: Abdul Jalil Shah III. (1623–1677)

  - Niederländisch-Indien
    - Generalgouverneur: Antonio van Diemen (1636–1645)

- Japan
  - Kaiserin (Tennō): Meishō (1629–1643)
  - Kaiser (Tennō): Go-Kōmyō (1643–1654)
  - Shōgun: Tokugawa Iemitsu (1623–1651)

- Kambodscha
  - König: Chan (1642–1659)

- Kasachen-Khanat
  - Khan: Jangir Khan (1628–1652)

- Korea (Joseon-Dynastie)
  - König: Injo (1623–1649)

- Lan Xang (im heutigen Laos)
  - König: Sulingvongse (1638–1690)

- Mandschu
  - Großkhan: Huang Taiji (1626–1643)
  - Großkhan: Shunzhi (1643–1661) (1644–1661 Kaiser von China)

- Nepal
  - Bhaktapur
    - König: Naresha Malla (1637–1644)

  - Kantipur
    - König: Pratap Malla (1641–1674)

  - Lalitpur
    - König: Siddhi Narasimha (1620–1661)

- Persien (Safawiden-Dynastie)
  - Schah: Abbas II. (1642–1666)

- Philippinen
  - Maguindanao
    - Sultan: Muhammad Dipatuan Kudarat (1619–1671) (1645–1648 Sultan von Sulu)

  - Sulu
    - Sultan: Muwallil Wasit (1610–1650)

- Sri Lanka
  - Kandy
    - König: Rajasinha II. (1629–1687)

  - Niederländisch-Ceylon
    - Gouverneur: Jan Thyszoon Payart (1640–1646)

  - Portugiesisch-Ceylon (Ceilaõ)
    - Gouverneur: Filipe Mascarenhas (1630–1631, 1640–1645) (1644–1651 Vizekönig von Portugiesisch-Indien)

- Thailand (Ayutthaya)
  - König: Prasat Thong (1629–1656)

- Vietnam
  - Cao Bằng (Mạc-Dynastie)
    - Herrscher: Mạc Kính Vũ (1638–1677)

  - Champa
    - König: Po Ramé (1627–1644)

  - Lê-Dynastie
    - König: Lê Thần Tông (1619–1643, 1649–1662)
    - König: Lê Chân Tông (1643–1649)

  - Nguyen (im Süden Vietnams)
    - Herrscher: Nguyen Phuc Lan (1635–1648)

  - Trinh
    - Herrscher: Trịnh Tráng (1623–1657)

## Europa
- Andorra
  - Co-Fürsten:
    - König von Frankreich: Ludwig XIII. (1610–1643)
    - König von Frankreich: Ludwig XIV. (1643–1715)
    - Bischof von Urgell: Pau Duran (1634–1651)

- Dänemark und Norwegen
  - König: Christian IV. (1588–1648)

- England, Irland und Schottland
  - König: Karl I. (1625–1649)

- Frankreich
  - König: Ludwig XIII. (1610–1643)
  - König: Ludwig XIV. (1643–1715)

- Heiliges Römisches Reich
  - König und Kaiser: Ferdinand III. (1637–1657) (1637–1657 König von Böhmen, 1637–1657 Erzherzog von Österreich, 1637–1657 König von Ungarn)
  - Kurfürstenkollegium
    - Fürsterzbistum Köln
      - Kurfürst: Ferdinand von Bayern (1612–1650) (1612–1650 Bischof von Hildesheim, 1612–1650 Bischof von Lüttich, 1612–1650 Bischof von Münster, 1618–1650 Bischof von Paderborn, 1594–1650 Propst von Berchtesgaden, 1612–1650 Abt von Stablo-Malmedy)

    - Fürsterzbistum Mainz
      - Kurfürst: Anselm Casimir Wambolt von Umstadt (1629–1647)

    - Fürsterzbistum Trier
      - Kurfürst: Philipp Christoph von Sötern (1623–1652) (1610–1652 Bischof von Speyer)

    - Königreich Böhmen
      - Kurfürst: Ferdinand III. (1637–1657) (1637–1657 Kaiser, 1637–1657 Erzherzog von Österreich, 1637–1657 König von Ungarn)

    - Markgrafschaft Brandenburg
      - Kurfürst: Friedrich Wilhelm (1640–1688) (1640–1688 Herzog von Preußen)

    - Pfalzgrafschaft bei Rhein
      - Kurfürst: Maximilian I. von Bayern (1623–1648) (1597–1648 Herzog von Bayern, 1648–1651 Kurfürst von Bayern)

    - Herzogtum Sachsen
      - Kurfürst: Johann Georg I. (1611–1656)

  - geistliche Reichsfürsten
    - Hochstift Augsburg
      - Bischof: Heinrich V. von Knöringen (1599–1646)

    - Hochstift Bamberg
      - Bischof: Melchior Otto Voit von Salzburg (1642–1653)

    - Hochstift Basel
      - Bischof: Johann Heinrich von Ostein (1628–1646)

    - Fürstpropstei Berchtesgaden
      - Propst: Ferdinand von Bayern (1594–1650) (1612–1650 Erzbischof von Köln, 1612–1650 Bischof von Hildesheim, 1612–1650 Bischof von Lüttich, 1612–1650 Bischof von Münster, 1618–1650 Bischof von Paderborn, 1612–1650 Abt von Stablo-Malmedy)

    - Erzstift Besançon
      - Erzbischof: Claude d’Achey (1637/8–1654)

    - Erzstift Bremen (1567–1648 evangelische Administratoren)
      - Administrator: Friedrich von Dänemark (1634–1648) (1648–1670 König von Dänemark und Norwegen, 1623–1629, 1634–1648 Administrator von Verden)

    - Hochstift Brixen
      - Bischof: Johann Platzgummer (1641–1647)

    - Erzstift Cambrai
      - Erzbischof: François van der Burch (1615–1644)

    - Hochstift Cammin (1557–1650 evangelische Administratoren)
      - Administrator: Ernst Bogislaw von Croÿ (1637–1650)

    - Hochstift Chur
      - Bischof: Johannes Flugi von Aspermont (1636–1661)

    - Abtei Corvey
      - Abt: Arnold IV. de Valdois (1638–1661)

    - Balleien des Deutschen Ordens
      - Hoch- und Deutschmeister: Leopold Wilhelm von Österreich (1641–1662) (1631–1638 Erzbischof von Magdeburg, 1628–1648 Bischof von Halberstadt, 1626–1662 Bischof von Passau, 1626–1662 Bischof von Straßburg)

    - Hochstift Eichstätt
      - Bischof: Marquard II. Schenk von Castell (1637–1685)

    - Fürstpropstei Ellwangen
      - Propst: Johann Jakob Blarer von Wartensee (1621–1654)

    - Hochstift Freising
      - Bischof: Veit Adam von Gepeckh (1618–1651)

    - Abtei Fulda
      - Abt: Hermann Georg von Neuhof (1635–1644)

    - Hochstift Halberstadt
      - Administrator: Leopold Wilhelm von Österreich (1628–1648) (1631–1638 Erzbischof von Magdeburg, 1641–1662 Hochmeister des Deutschen Ordens, 1626–1662 Bischof von Passau, 1626–1662 Bischof von Straßburg)

    - Hochstift Hildesheim
      - Bischof: Ferdinand von Bayern (1612–1650) (1612–1650 Erzbischof von Köln, 1612–1650 Bischof von Lüttich, 1612–1650 Bischof von Münster, 1618–1650 Bischof von Paderborn, 1594–1650 Propst von Berchtesgaden, 1612–1650 Abt von Stablo-Malmedy)

    - Fürststift Kempten
      - Abt: Roman Giel von Gielsberg (1639–1673)

    - Hochstift Konstanz
      - Bischof: Johann von Waldburg (1627–1644)

    - Hochstift Lübeck (1555–1803 evangelische Administratoren)
      - Administrator: Johann von Schleswig-Holstein-Gottorf (1634–1655)

    - Hochstift Lüttich
      - Bischof: Ferdinand von Bayern (1612–1650) (1612–1650 Erzbischof von Köln, 1612–1650 Bischof von Hildesheim, 1612–1650 Bischof von Münster, 1618–1650 Bischof von Paderborn, 1594–1650 Propst von Berchtesgaden, 1612–1650 Abt von Stablo-Malmedy)

    - Erzstift Magdeburg (1566–1631, 1638–1680 evangelische Administratoren)
      - Administrator: August von Sachsen-Weißenfels (1638–1680)

    - Hochstift Minden
      - Bischof: Franz Wilhelm von Wartenberg (1631–1648) (1626–1661 Bischof von Osnabrück, 1649–1661 Bischof von Regensburg, 1630–1631 Bischof von Verden)

    - Hochstift Münster
      - Bischof: Ferdinand von Bayern (1612–1650) (1612–1650 Erzbischof von Köln, 1612–1650 Bischof von Hildesheim, 1612–1650 Bischof von Lüttich, 1618–1650 Bischof von Paderborn, 1594–1650 Propst von Berchtesgaden, 1612–1650 Abt von Stablo-Malmedy)

    - Hochstift Osnabrück
      - Bischof: Franz Wilhelm von Wartenberg (1625–1661) (1631–1648 Bischof von Minden, 1649–1661 Bischof von Regensburg, 1630–1631 Bischof von Verden)

    - Hochstift Paderborn
      - Bischof: Ferdinand von Bayern (1618–1650) (1612–1650 Erzbischof von Köln, 1612–1650 Bischof von Hildesheim, 1612–1650 Bischof von Lüttich, 1612–1650 Bischof von Münster, 1594–1650 Propst von Berchtesgaden, 1612–1650 Abt von Stablo-Malmedy)

    - Hochstift Passau
      - Bischof: Leopold Wilhelm von Österreich (1626–1662) (1631–1638 Erzbischof von Magdeburg, 1641–1662 Hochmeister des Deutschen Ordens, 1628–1648 Bischof von Halberstadt, 1626–1662 Bischof von Straßburg)

    - Hochstift Ratzeburg (1554–1648 evangelische Administratoren)
      - Administrator: Gustav Adolf von Mecklenburg-Güstrow (1636–1648) (1636–1965 Herzog zu Mecklenburg-Güstrow)

    - Hochstift Regensburg
      - Bischof: Albert von Toerring-Stein (1613–1649)

    - Erzstift Salzburg
      - Erzbischof: Paris von Lodron (1619–1653)

    - Hochstift Schwerin (1533–1648 evangelische Administratoren)
      - Administrator: Adolf Friedrich I. von Mecklenburg-Schwerin (1634–1648) (1592–1628, 1631–1658 Herzog zu Mecklenburg-Schwerin)

    - Hochstift Speyer
      - Bischof: Philipp Christoph von Sötern (1610–1652) (1623–1652 Erzbischof von Trier)

    - Abtei Stablo-Malmedy
      - Abt: Ferdinand von Bayern (1612–1650) (1612–1650 Erzbischof von Köln, 1612–1650 Bischof von Hildesheim, 1612–1650 Bischof von Lüttich, 1612–1650 Bischof von Münster, 1618–1650 Bischof von Paderborn, 1594–1650 Propst von Berchtesgaden)

    - Hochstift Straßburg
      - Bischof: Leopold Wilhelm von Österreich (1626–1662) (1631–1638 Erzbischof von Magdeburg, 1641–1662 Hochmeister des Deutschen Ordens, 1628–1648 Bischof von Halberstadt, 1626–1662 Bischof von Passau)

    - Hochstift Trient
      - Bischof: Carlo Emanuele Madruzzo (1629–1658)

    - Hochstift Verden (1568–1630 und 1634–1648 evangelische Administratoren)
      - Administrator: Friedrich von Dänemark (1623–1629, 1634–1648) (1648–1670 König von Dänemark und Norwegen, 1634–1648 Administrator von Bremen)

    - Hochstift Worms
      - Bischof: Georg Anton von Rodenstein (1629–1652)

    - Hochstift Würzburg
      - Bischof: Johann Philipp von Schönborn (1642–1673) (1647–1673 Erzbischof von Mainz, 1663–1673 Bischof von Worms)

  - weltliche Reichsfürsten
    - Fürstentum Anhalt
      - Anhalt-Bernburg
        - Fürst: Christian II. (1630–1656)

      - Anhalt-Dessau
        - Fürst: Johann Kasimir (1618–1660)

      - Anhalt-Harzgerode
        - Fürst: Friedrich (1635–1670)

      - Anhalt-Köthen
        - Fürst: Ludwig I. (1603–1650)

      - Anhalt-Plötzkau
        - Fürst: August (1611–1653)

      - Anhalt-Zerbst
        - Fürst: Johann VI. (1621–1667)

    - Arenberg
      - Fürst: Philipp Franz (1640–1674) (ab 1644 Herzog)

    - Markgrafschaft Baden
      - Baden-Baden
        - Markgraf: Wilhelm (1622–1677)

      - Baden-Durlach
        - Markgraf: Friedrich V. (1622–1659)

      - Baden-Rodemachern
        - Markgraf: Hermann Fortunat (1620–1665)

    - Bayern
      - Herzog: Maximilian I. (1597–1651) (ab 1648 Kurfürst, 1623–1648 Kurfürst der Pfalz)

    - Brandenburg-Ansbach
      - Markgraf: Albrecht II. (1634–1667)

    - Brandenburg-Bayreuth
      - Markgraf: Christian (1603–1655)

    - Braunschweig-Lüneburg
      - Calenberg-Göttingen
        - Herzog: Christian Ludwig (1641–1648) (1648–1665 Herzog von Braunschweig-Lüneburg)

      - Lüneburg
        - Herzog: Friedrich IV. (1636–1648)

      - Braunschweig-Wolfenbüttel
        - Herzog: August II. (1635–1666)

    - Hessen-Darmstadt
      - Landgraf: Georg II. (1626–1661)

    - Hessen-Kassel
      - Landgraf: Wilhelm VI. (1637–1663)

    - Hohenzollern-Hechingen
      - Fürst: Eitel Friedrich II. (1623–1661)

    -  Hohenzollern-Sigmaringen
      - Fürst: Meinrad I. (1638–1681)

    - Jülich und Berg
      - Herzog: Wolfgang Wilhelm (1614–1653) (1614–1653 Herzog von Pfalz-Neuburg)

    - Leuchtenberg
      - Landgraf: Maximilian Adam (1621–1646)

    - Liechtenstein
      - Fürst: Karl Eusebius (1627–1684)

    - Lothringen (1634–1641 und 1641–1661 von Frankreich besetzt)
    - Herzogtum Mecklenburg
      - Mecklenburg-Güstrow
        - Herzog: Gustav Adolf (1636–1695) (Bis 1654 unter Vormundschaft) (1636–1648 Administrator von Ratzeburg)
        - Regent: Adolf Friedrich I. von Mecklenburg-Schwerin (1636–1654)

      - Mecklenburg-Schwerin
        - Herzog: Adolf Friedrich I. (1592–1628, 1631–1658) (1631–1648 Administrator von Schwerin)

    - Österreich
      - Erzherzog: Ferdinand III. (1637–1657) (1637–1657 Kaiser, 1637–1657 König von Böhmen, 1637–1657 König von Ungarn)

    - Pfalz-Neuburg
      - Graf: Wolfgang Wilhelm (1614–1653) (1614–1653 Herzog von Jülich und Berg)

    - Pfalz-Veldenz
      - Herzog: Leopold Ludwig (1634–1694)

    - Pfalz-Zweibrücken
      - Herzog: Friedrich (1635–1661)

    - Herzogtum Sachsen
      - Sachsen-Altenburg
        - Herzog: Friedrich Wilhelm II. (1639–1669)

      - Sachsen-Eisenach
        - Herzog: Albrecht (1640–1644)

      - Sachsen-Gotha
        - Herzog: Ernst I. (1640–1672) (1672–1675 Herzog von Sachsen-Gotha-Altenburg)

      - Sachsen-Weimar
        - Herzog: Wilhelm IV. (1620–1662)

    - Sachsen-Lauenburg
      - Herzog: August (1619–1656)

    - Schleswig-Holstein-Gottorf
      - Herzog: Friedrich III. (1616–1659)

    - Schleswig-Holstein-Sonderburg
      - Herzog: Johann Christian (1627–1653)

    - Schleswig-Holstein-Sonderburg-Augustenburg
      - Herzog: Ernst Günther (1627–1689)

    - Schleswig-Holstein-Sonderburg-Beck
      - Herzog: August Philipp (1627–1675)

    - Schleswig-Holstein-Sonderburg-Glücksburg
      - Herzog: Philipp (1622–1663)

    - Schleswig-Holstein-Sonderburg-Norburg
      - Herzog: Friedrich (1624–1658)

    - Schleswig-Holstein-Sonderburg-Plön
      - Herzog: Joachim Ernst (1622–1671)

    - Schleswig-Holstein-Sonderburg-Wiesenburg
      - Herzog: Philipp Ludwig (1627–1689)

    - Württemberg
      - Herzog: Eberhard III. (1628–1674)

  - sonstige Reichsstände (Auswahl)
    - Grafschaft Hanau
      - Graf: Friedrich Casimir (1642–1685) (1641–1647 unter Vormundschaft) (1641–1642 Graf von Hanau-Lichtenberg)

    - Lippe
      - Lippe-Biesterfeld
        - Graf: Jobst Hermann (1627–1678)

      - Lippe-Brake
        - Graf: Otto (1621–1657)

      - Lippe-Detmold
        - Graf: Simon Philipp (1636–1650)

    - Nassau
      - Ottonische Linie
        - Nassau-Diez
          - Graf: Wilhelm Friedrich (1640–1664) (ab 1654 Fürst) (1640–1664 Statthalter von Friesland, Groningen und Drenthe)

        - Nassau-Dillenburg
          - Graf: Ludwig Heinrich (1623–1662) (ab 1654 Fürst)

        - Nassau-Hadamar
          - Graf: Johann Ludwig (1607–1653) (ab 1650 Fürst)

        - Nassau-Siegen (katholische Linie)
          - Graf: Johann Franz Desideratus (1638–1699) (ab 1652 Fürst)

        - Nassau-Siegen (reformierte Linie)
          - Graf: Johann Moritz (1623–1679) (ab 1652 Fürst)
          - Graf: Georg Friedrich (1623–1674) (ab 1664 Fürst)
          - Graf: Heinrich (1623–1652)

      - Walramische Linie
        - Nassau-Idstein
          - Graf: Johann (1629–1677) (1627–1629 Graf von Nassau-Saarbrücken-Weilburg)

        - Nassau-Saarbrücken
          - Graf: Johann Ludwig (1640–1659) (1659–1690 Graf von Nassau-Ottweiler)
          - Graf: Gustav Adolf (1640–1677)
          - Graf: Walrad (1640–1659) (1659–1688 Graf von Nassau-Usingen, 1688–1702 Fürst von Nassau-Usingen)

        - Nassau-Weilburg
          - Graf: Ernst Casimir (1632–1655) (1627–1632 Graf von Nassau-Saarbrücken-Weilburg)

    - Oldenburg
      - Graf: Anton Günther (1603–1667)

    - Ortenburg
      - Graf: Friedrich Casimir (1627–1658)

    - Ostfriesland
      - Graf: Ulrich II. (1628–1648)

    - Reuß
      - Reuß ältere Linie
        - Reuß-Obergreiz
          - Herr: Heinrich I. (1629–1681)

        - Reuß-Untergreiz
          - Herr: Heinrich V. (1604–1616, 1625–1667) (1616–1625 Herr von Reuß-Greiz, 1643–1667 Herr von Reuß-Burgk)

      - Reuß jüngere Linie
        - Reuß-Gera
          - Herr: Heinrich II. (1635–1670)
          - Herr: Heinrich IX. (1635–1647) (1647–1666 Herr von Reuß-Schleiz)
          - Herr: Heinrich X. (1635–1647) (1647–1671 Herr von Reuß-Lobenstein)
          - Herr: Heinrich I. (1640–1647) (1647–1666 Herr von Reuß-Saalburg, 1666–1673 Herr von Reuß-Schleiz, 1673–1692 Graf von Reuß-Schleiz)

    - Schwarzburg-Rudolstadt
      - Graf: Ludwig Günther I. (1612–1646) (Blankenburg)

    - Schwarzburg-Sondershausen (gemeinsame Herrschaft)
      - Graf: Günther XLII. (1586–1643)
      - Graf: Christian Günther II. (1642–1666) (in Arnstadt)
      - Graf: Anton Günther I. (1642–1666) (in Sondershausen)
      - Graf: Ludwig Günther II. (1642–1681) (in Ebeleben, ab 1666 in Arnstadt)

    - Waldeck-Eisenberg
      - Graf: Philipp Dietrich (1640–1645)

    - Waldeck-Wildungen
      - Graf: Philipp VII. (1638–1645)

- Italienische Staaten
  - Genua
    - Doge: Giovanni Battista Lercari (1642–1644)

  - Guastalla
    - Herzog: Ferrante III. Gonzaga (1632–1678)

  - Kirchenstaat
    - Papst Urban VIII. (1623–1644)

  - Mailand (1535–1706 zu Spanien)
    - Herzog: Philipp IV. von Spanien (1621–1665)
      - Gouverneur: Juan Velasco de la Cueva, Graf von Siuela (1641–1643)
      - Gouverneur: Antonio Sancho Dávila de Toledo y Colonna, Marqués de Velada (1643–1646)

  - Mantua (1533–1708 Personalunion mit Montferrat)
    - Herzog: Carlo II. Gonzaga (1637–1665)

  - Massa und Carrara
    - Fürst: Carlo I. Cybo-Malaspina (1623–1662)

  - Mirandola
    - Herzog: Alessandro II. Pico (1637–1691)

  - Modena und Reggio
    - Herzog: Francesco I. d’Este (1629–1658)

  - Montferrat (1533–1708 Personalunion mit Mantua)
    - Herzog: Carlo II. Gonzaga (1637–1665)

  - Neapel (1503–1707/14 zu Aragon bzw. Spanien)
    - König: Philipp IV. von Spanien (1621–1665)
      - Vizekönig: Ramiro Núñez de Guzmán, Herzog von Medina de las Torres (1637–1644)

  - Parma und Piacenza
    - Herzog: Odoardo I. Farnese (1622–1646)

  - Piombino
    - Fürst: Niccolò I. Ludovisi (1634–1664)

  - San Marino
    - Capitani Reggenti: Claudio Belluzzi und Paolo Antonio Onofri (1642–1643)
    - Capitani Reggenti: Fulgenzio Maccioni und Federico Tosini (1643)
    - Capitani Reggenti: Melchiorre Maggio Belluzzi und Evangelista Belluzzi (1643–1644)

  - Savoyen
    - Herzog: Karl Emanuel II. (1638–1675)

  - Sizilien (1412–1713 zu Aragon bzw. Spanien)
    - König: Philipp IV. von Spanien (1621–1665)
      - Statthalter: Juan Alfonso Enríquez de Cabrera y Colonna (1641–1644)

  - Toskana
    - Großherzog: Ferdinando II. de’ Medici (1621–1670)

  - Venedig
    - Doge: Francesco Erizzo (1631–1646)

- Khanat der Krim
  - Khan: Mehmed IV. Giray (1641–1644, 1654–1666)

- Kurland
  - Herzog: Jakob Kettler (1642–1682)

- Malta
  - Großmeister: Jean de Lascaris-Castellar (1636–1657)

- Moldau (unter osmanischer Oberherrschaft)
  - Fürst: Vasile Lupu (1634–1653)

- Monaco
  - Fürst: Honoré II. (1604–1662) (bis 1633 Seigneur)

- Niederlande (Herrschaft umstritten Achtzigjähriger Krieg)
  - Republik der Sieben Vereinigten Provinzen (bis 1648 formal Bestandteil des Heiligen Römischen Reichs)
    - Friesland
      - Statthalter: Wilhelm Friedrich von Nassau–Diez (1640–1664) (1640–1654 Graf von Nassau-Diez, 1654–1664 Fürst von Nassau-Diez)

    - Groningen und Drenthe
      - Statthalter: Wilhelm Friedrich von Nassau-Diez (1640–1664) (1640–1654 Graf von Nassau-Diez, 1654–1664 Fürst von Nassau-Diez)

    - Holland und Zeeland
      - Statthalter: Friedrich Heinrich von Oranien (1625–1647)

    - Overijssel und Gelderland
      - Statthalter: Friedrich Heinrich von Oranien (1625–1647)

    - Utrecht
      - Statthalter: Friedrich Heinrich von Oranien (1625–1647)

  - Spanische Niederlande (bis 1714/95 formal Bestandteil des Heiligen Römischen Reichs)
    - Statthalter: Francisco de Melo (1641–1644) (1639–1641 Vizekönig von Sizilien)

- Osmanisches Reich
  - Sultan: İbrahim (1640–1648)

- Polen
  - König: Władysław IV. Wasa (1632–1648) (1610–1613 Zar von Russland)

- Portugal
  - König: Johann IV. (1640–1656)

- Preußen
  - Herzog: Friedrich Wilhelm (1640–1688) (1640–1688 Kurfürst von Brandenburg)

- Russland
  - Zar: Michael I. (1613–1645)

- Schweden
  - Königin: Christina I. (1632–1654) (bis 1644 unter Vormundschaft)
    - Regent: Axel Oxenstierna (1632–1644)

- Siebenbürgen
  - Fürst: Georg I. Rákóczi (1630–1648)

- Spanien
  - König: Philipp IV. (1621–1665) (1621–1640 König  von Portugal)

- Ungarn
  - König: Ferdinand III. (1637–1657) (1637–1657 Kaiser, 1637–1657 König von Böhmen, 1637–1657 Erzherzog von Österreich)

- Walachei (unter osmanischer Oberherrschaft)
  - Woiwode: Matei Basarab (1632–1654)